# 13 هـ
13 هـ هي سنة في التقويم الهجري امتدت مقابلةً في التقويم الميلادي بين سنتي 634 و635.

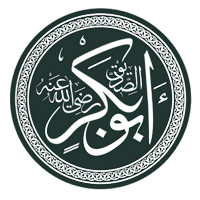
أبو بكر الصديق

## أحداث
- تولية عمر بن الخطاب الخلافة بعد أبو بكر وذلك يوم الثلاثاء 8 جمادى الآخرة.
- 13 رجب - معركة اليرموك في الشام بين المسلمين تحت قيادة خالد بن الوليد والروم بقيادة هرقل وبها إنتهى عصر الرومان.
- معركة الجسر ما بين المسلمين بقيادة أبو عبيد الثقفي والفرس. وقد انهزم المسلمون هزيمة قاسية وكاد أن يفنى الجيش بأكمله.
- فتح العراق

## وفيات
- أبو بكر الصديق
- الحارث بن الحارث بن قيس
- الحارث بن عتيك بن النعمان
- هبار بن سفيان
- رجب - وفاة أبو بكر الصديق.
- واقد بن عبد الله من مشاهير الصحابة وأول من قتل مشركاً في الإسلام.
- أبان بن سعيد بن العاص
- الحارث بن أوس بن عتيك
- الحارث بن هشام بن المغيرة
- نسيبة بنت كعب
- أبو كبشة
- عكرمة بن أبي جهل
- تميم بن الحارث
- خالد بن سعيد بن العاص
- سلمة بن هشام بن المغيرة
- السائب بن الحارث بن قيس
- ضرار بن الأزور الأسدي
- عبد الله بن الزبير بن عبد المطلب
- عمرو بن سعيد بن العاص
- عبد الرحمن بن العوام
- مهران بن باذان
- هشام بن العاص